# ガダルカナル島

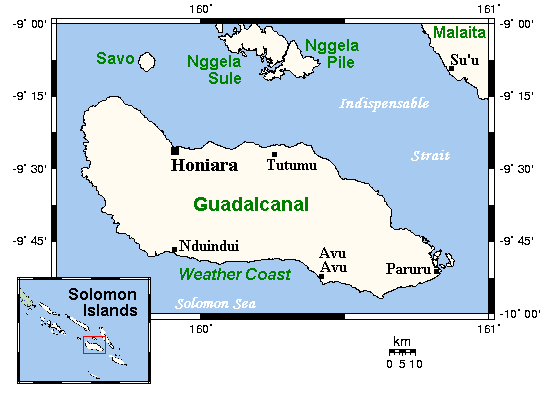
ガダルカナル島

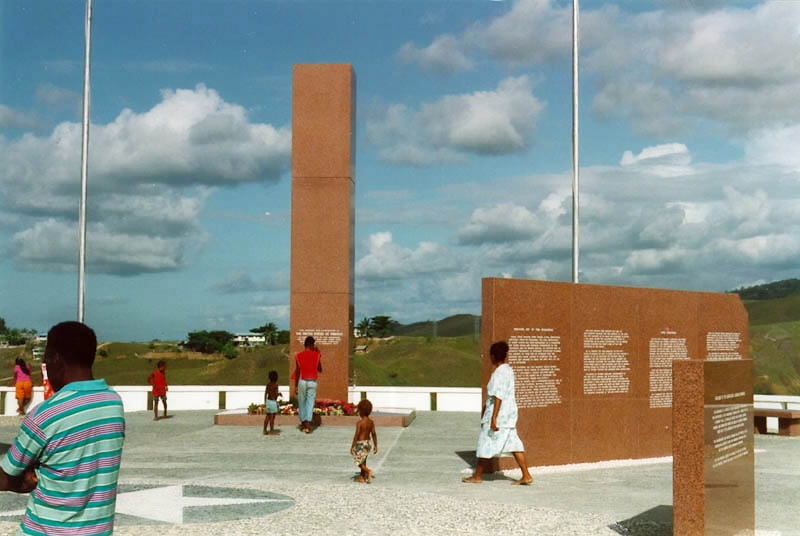
島内にアメリカ合衆国が建てた慰霊碑

ガダルカナル島（ガダルカナルとう、英語: Guadalcanal）は、ソロモン諸島最大の島であり、同国の首都ホニアラがある。第二次世界大戦の激戦地で、展開した日本軍部隊の多くが補給路を絶たれ、多数の餓死者を出したことから、略称のガ島をもじった餓島（がとう）とも呼ばれた。現地先住民の言葉では「イサタブ（Isatabu）」と称する。

## 地理
- 位置 - 東経160度、南緯9度30分にあり、南太平洋西部のメラネシア地域にあるソロモン諸島の一つである。北西にサンタイサベル島、北東にマライタ島、南東にマキラ島がある。
- 面積 - 5,336km2、東西160km、南北48km。
- 地形 - 島の中央にはソロモン諸島最高峰のポポマナセウ山(2,335m)がそびえ、海岸線にはサンゴ礁が広がる。沿岸の一部を除くほぼ全土が熱帯雨林で覆われている。

## 歴史
- 1568年 - スペイン人探検家アルバロ・デ・メンダーニャ・デ・ネイラ率いる探検隊がソロモン諸島を発見し、デ・ネイラは部下一人一人に順番に島に名をつけさせた。その一人ペドロ・デ・オルテガが、出生地であるグァダルカナル（現スペインアンダルシア州セビリア県、英語：ガダルカナル）にちなんで命名した。
スペイン領グアダルカナルという名称の由来は、運河の川を意味する「Guad al canal」である。Guad = Wadi がアラビア語で「川」、al はアラビア語の定冠詞、canal は英語の「運河」。
- 1893年 - イギリスの保護領となる。
- 1942年（昭和17年） - 日本軍が上陸し飛行場の建設を開始するがアメリカ軍がこれを占領（ヘンダーソン飛行場、日本軍名ルンガ飛行場、2011年現在ホニアラ国際空港）。以後、日本軍とアメリカ軍との間で島内及び近海での激戦が展開され、第二次世界大戦（太平洋戦争）有数の激戦地となる（ガダルカナル島の戦い）。
- 1943年（昭和18年） - 日本軍が撤退。日本軍の死者は約2万人と言われる。
- 1955年（昭和30年） - ガダルカナル島の日本兵の遺骨の一部が日本に帰国[1]。
- 1978年 - ソロモン諸島のイギリスからの独立により、首都が島内のホニアラに置かれる。